# Álgebra de Lie soluble
En matemáticas, un álgebra de Lie {\displaystyle {\mathfrak {g}}} es soluble si su serie derivada termina en la subálgebra cero. El álgebra de Lie derivada del álgebra de Lie {\displaystyle {\mathfrak {g}}} es el subálgebra de {\displaystyle {\mathfrak {g}}}, denotada como

{\displaystyle [{\mathfrak {g}},{\mathfrak {g}}]}

que consiste en todas las combinaciones lineales de corchetes de Lie de pares de elementos de {\displaystyle {\mathfrak {g}}}. La serie derivada es la secuencia de subálgebras:

{\displaystyle {\mathfrak {g}}\geq [{\mathfrak {g}},{\mathfrak {g}}]\geq [[{\mathfrak {g}},{\mathfrak {g}}],[{\mathfrak {g}},{\mathfrak {g}}]]\geq [[[{\mathfrak {g}},{\mathfrak {g}}],[{\mathfrak {g}},{\mathfrak {g}}]],[[{\mathfrak {g}},{\mathfrak {g}}],[{\mathfrak {g}},{\mathfrak {g}}]]]\geq \dots }

Si la serie derivada llega finalmente a la subálgebra cero, entonces el álgebra de Lie se llama soluble. La serie derivada para álgebras de Lie es análoga a la serie derivada del subgrupo conmutador en teoría de grupos, y las álgebras de Lie solubles son análogas a los grupos solubles.
Cualquier álgebra de Lie nilpotente es a fortiori soluble, pero lo contrario no es cierto. Las álgebras de Lie solubles y las álgebras de Lie semisimples forman dos clases numerosas y generalmente complementarias, como lo demuestra la descomposición de Levi. Las álgebras de Lie solubles son precisamente las que se pueden obtener a partir de productos semidirectos, partiendo de 0 y añadiendo una dimensión cada vez.
Una subálgebra soluble máxima se llama subálgebra de Borel. El mayor ideal soluble de un álgebra de Lie se llama radical.

## Caracterizaciones
Sea {\displaystyle {\mathfrak {g}}} un álgebra de Lie de dimensión finita sobre un cuerpo de característica 0, entonces, las siguientes afirmaciones son equivalentes:
- (i) {\displaystyle {\mathfrak {g}}} es soluble.
- (ii) {\displaystyle {\rm {ad}}({\mathfrak {g}})}, la representación adjunta de {\displaystyle {\mathfrak {g}}} es soluble.
- (iii) Existe una sucesión finita de ideales {\displaystyle {\mathfrak {a}}_{i}} de {\displaystyle {\mathfrak {g}}}:
{\displaystyle {\mathfrak {g}}={\mathfrak {a}}_{0}\supset {\mathfrak {a}}_{1}\supset \dots {\mathfrak {a}}_{r}=0,\quad [{\mathfrak {a}}_{i},{\mathfrak {a}}_{i}]\subset {\mathfrak {a}}_{i+1}\,\,\forall i.}
- (iv) {\displaystyle [{\mathfrak {g}},{\mathfrak {g}}]} es nilpotente.[3]
- (v) Para {\displaystyle {\mathfrak {g}}} de dimensión {\displaystyle n}, existe una sucesión de subálgebras {\displaystyle {\mathfrak {a}}_{i}} of {\displaystyle {\mathfrak {g}}}:
{\displaystyle {\mathfrak {g}}={\mathfrak {a}}_{0}\supset {\mathfrak {a}}_{1}\supset \dots {\mathfrak {a}}_{n}=0,\quad \operatorname {dim} {\mathfrak {a}}_{i}/{\mathfrak {a}}_{i+1}=1\,\,\forall i,}

siendo cada {\displaystyle {\mathfrak {a}}_{i+1}} un ideal de {\displaystyle {\mathfrak {a}}_{i}}. Una sucesión de este tipo se denomina sucesión elemental.
- (vi) Existe una sucesión finita de subálgebras {\displaystyle {\mathfrak {g}}_{i}} de {\displaystyle {\mathfrak {g}}},
{\displaystyle {\mathfrak {g}}={\mathfrak {g}}_{0}\supset {\mathfrak {g}}_{1}\supset \dots {\mathfrak {g}}_{r}=0,}

tal que {\displaystyle {\mathfrak {g}}_{i+1}} es un ideal de {\displaystyle {\mathfrak {g}}_{i}} y {\displaystyle {\mathfrak {g}}_{i}/{\mathfrak {g}}_{i+1}} es abeliana.
- (vii) La forma de Killing {\displaystyle B} de {\displaystyle {\mathfrak {g}}} satisface que {\displaystyle B(X,Y)=0} para todo {\displaystyle X} de {\displaystyle {\mathfrak {g}}} y {\displaystyle Y} de {\displaystyle [{\mathfrak {g}},{\mathfrak {g}}]}.[6] Este es el criterio de solubilidad de Cartan.

## Propiedades
El teorema de Lie establece que si {\displaystyle V} es un espacio vectorial de dimensión finita sobre un cuerpo algebraicamente cerrado de característica cero, y {\displaystyle {\mathfrak {g}}} es un álgebra de Lie soluble, y si {\displaystyle \pi } es una representación de {\displaystyle {\mathfrak {g}}} sobre {\displaystyle V}, entonces existe un vector propio simultáneo {\displaystyle v\in V} de los endomorfismos {\displaystyle \pi (X)} para todos los elementos {\displaystyle X\ en{\mathfrak {g}}}.
- Toda subálgebra de Lie y el cociente de un álgebra de Lie soluble son solubles.[8]
- Dado un álgebra de Lie {\displaystyle {\mathfrak {g}}} y un ideal {\displaystyle {\mathfrak {h}}} en ella, {\displaystyle {\mathfrak {g}}} es soluble si y sólo si tanto {\displaystyle {\mathfrak {h}}} como {\displaystyle {\mathfrak {g}}/{\mathfrak {h}}} son solubles.[8][2]

La afirmación análoga es cierta para las álgebras de Lie nilpotentes siempre que {\displaystyle {\mathfrak {h}}} esté contenida en el centro. Así, una extensión de un álgebra soluble por otra soluble es soluble, mientras que una extensión "central" de un álgebra nilpotente por otra nilpotente es nilpotente.
- Un álgebra de Lie no nula soluble tiene un ideal abeliano no nulo, el último término no nulo de la serie derivada.[2]
- Si {\displaystyle {\mathfrak {a}},{\mathfrak {b}}\subset {\mathfrak {g}}} son ideales resolubles, entonces también lo es {\displaystyle {\mathfrak {a}}+{\mathfrak {b}}}.[1] En consecuencia, si {\displaystyle {\mathfrak {g}}} es de dimensión finita, entonces hay un único ideal soluble {\displaystyle {\mathfrak {r}}\subset {\mathfrak {g}}} que contiene todos los ideales solubles en {\displaystyle {\mathfrak {g}}}. Este ideal es el radical de {\displaystyle {\mathfrak {g}}}.[2]
- Un álgebra de Lie soluble {\displaystyle {\mathfrak {g}}} tiene un único ideal nilpotente mayor {\displaystyle {\mathfrak {n}}}, llamado nilradical, el conjunto de todas las {\displaystyle X\in {\mathfrak {g}}} tales que {\displaystyle {rmad}_{X}} es nilpotente. Si {\displaystyle D} es una derivación cualquiera de {\displaystyle {\mathfrak {g}}}, entonces {\displaystyle D({\mathfrak {g}})\subset {\mathfrak {n}}}.[9]

## Álgebras de Lie completamente solubles
Un álgebra de Lie {\displaystyle {\mathfrak {g}}} se llama completamente soluble o soluble por partes si tiene una secuencia elemental de ideales en {\displaystyle {\mathfrak {g}}} desde {\displaystyle 0} hasta {\displaystyle {\mathfrak {g}}}. Un álgebra de Lie nilpotente de dimensión finita es completamente soluble, y un álgebra de Lie completamente soluble es soluble. Sobre un cuerpo algebraicamente cerrado, una álgebra de Lie soluble es completamente soluble. Sin embargo, sobre un cuerpo que no sea algebraicamente cerrado esto no sucede, por ejemplo, el álgebra de Lie real de tres dimensiones del grupo de isometrías euclidianas del plano es soluble, pero no completamente soluble.
Un álgebra de Lie soluble {\displaystyle {\mathfrak {g}}} es soluble por partes si y sólo si los valores propios de {\displaystyle {\text{ad}}_{X}} están en {\displaystyle k} para toda {\displaystyle X} en {\displaystyle {\mathfrak {g}}}.

## Ejemplos

### Álgebras de Lie abelianas
Toda álgebra de Lie abeliana {\displaystyle {\mathfrak {a}}} es resoluble por definición, ya que su conmutador {\displaystyle [{\mathfrak {a}},{\mathfrak {a}}]=0}. Esto incluye el álgebra de Lie de las matrices diagonales en {\displaystyle {\mathfrak {gl}}(n)}, que son de la forma
{\displaystyle \left\{{\begin{bmatrix}*&0&0\\0&*&0\\0&0&*\end{bmatrix}}\right\}}
 para {\displaystyle n=3}. La estructura del álgebra de Lie en un espacio vectorial {\displaystyle V} dada por el corchete trivial {\displaystyle [m,n]=0} para dos matrices cualesquiera {\displaystyle m,n\in {\text{End}}(V)} es otro ejemplo de álgebra abeliana.

### Álgebras de Lie nilpotentes
Otra clase de ejemplos proviene de las álgebras de Lie nilpotentes ya que la representación adjunta es soluble. Algunos ejemplos incluyen las matrices triangulares superiores, tales como la clase de matrices de la forma
{\displaystyle \left\{{\begin{bmatrix}0&*&*\\0&0&*\\0&0&0\end{bmatrix}}\right\}}
 llamada álgebra de Lie de las matrices estrictamente triangulares superiores. Además, el álgebra de Lie de las matrices diagonales superiores en {\displaystyle {\mathfrak {gl}}(n)} forman un álgebra de Lie soluble. Esto incluye a las matrices de la forma
{\displaystyle \left\{{\begin{bmatrix}*&*&*\\0&*&*\\0&0&*\end{bmatrix}}\right\}}
 y se denota como {\displaystyle {\mathfrak {b}}_{k}}.

### Soluble pero no divisible
Sea {\displaystyle {\mathfrak {g}}} el conjunto de matrices de la forma
{\displaystyle X=\left({\begin{matrix}0&\theta &x\\-\theta &0&y\\0&0\end{matrix}}\right),\quad \theta ,x,y\in \mathbb {R} .}
Entonces {\displaystyle {\mathfrak {g}}} es soluble, pero no divisible. Esta álgebra es isomorfa al álgebra de Lie del grupo de traslaciones y rotaciones en el plano.

### Anti-ejemplo
Un álgebra de Lie semisimple {\displaystyle {\mathfrak {l}}} nunca es soluble ya que su radical {\displaystyle {\text{Rad}}({\mathfrak {l}})}, que es el ideal soluble más grande en {\displaystyle {\mathfrak {l}}}, es trivial. página 11

## Grupos de Lie solubles
Debido a que el término "soluble" también se usa para grupo solubles en teoría de grupos, hay varias definiciones posibles de grupo de Lie soluble Para un grupo de Lie {\displaystyle G}, hay
- terminación de la serie derivada habitual del grupo {\displaystyle G} (como grupo abstracto);
- terminación de las clausuras de la serie derivada;
- tener un álgebra de Lie soluble